# 尊室念
尊室念（1928年12月1日—2017年11月12日），當時譯作宗室念，醫學士，越南共和國政治人物，曾任越南共和國參議員，1975年時短暫出任衛生部長。

## 生平

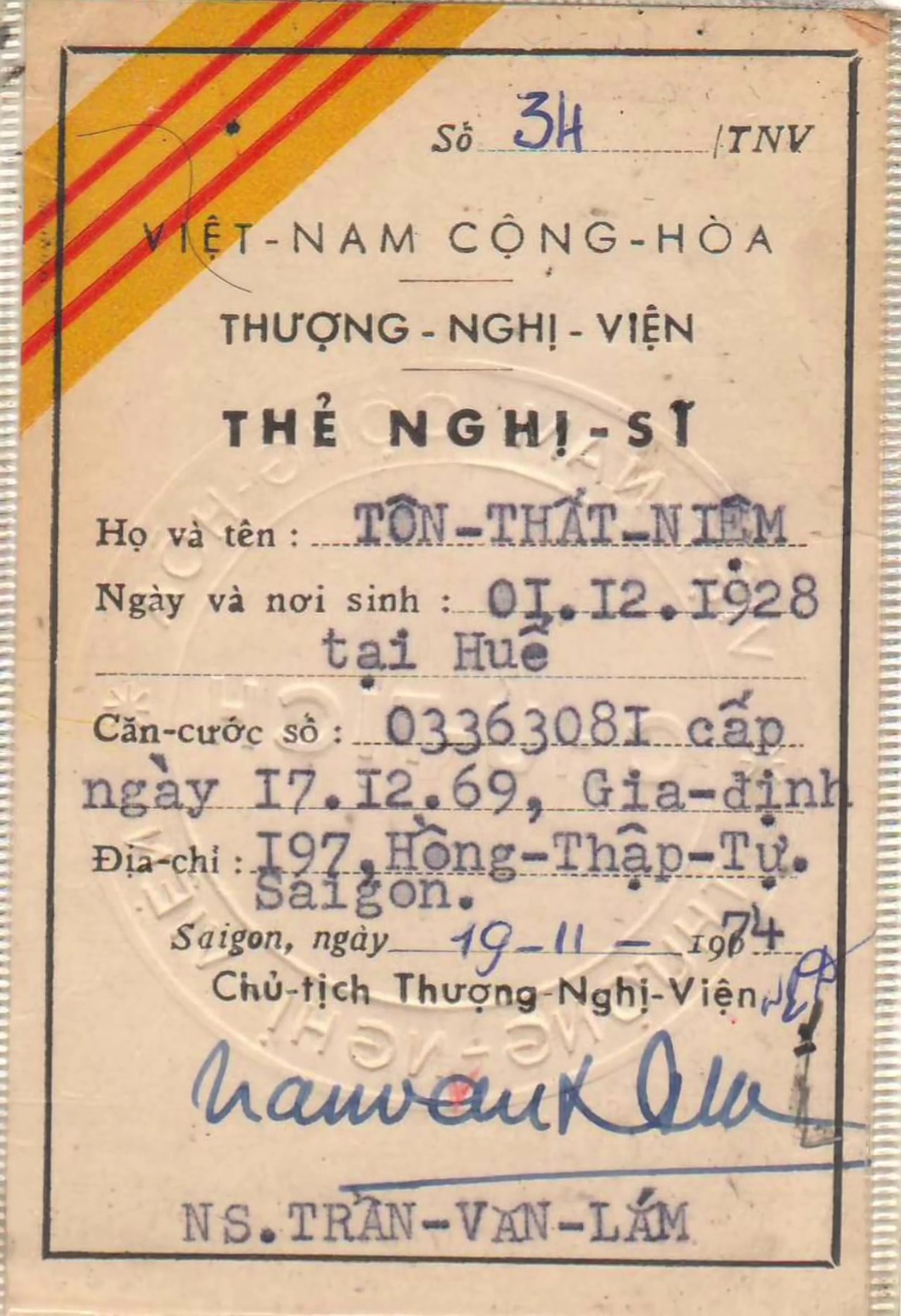
尊室念的參議員證

1928年12月1日，尊室念出生於越南順化。:588尊室念的祖父是阮朝官員尊室訢，父親尊室誨曾被任命爲首任越南共和國駐中華民國公使，後因故未能到任。
1958年，尊室念擔任大叻國家軍事學校主治醫生。:5881961年，出任邦美蜀總醫院院長。:5881962年，擔任邦美蜀省醫療服務醫學主任。:588
1975年4月，阮伯瑾出任越南共和國總理，尊室念在阮伯瑾內閣中擔任衛生部長。4月28日，阮伯瑾在陳文香總統辭職後離職，兩天後，新總統楊文明宣佈越南共和國投降。此后，作为政治難民來到美國，於當年9月至12月在俄克拉何马大学健康科學中心參與外國醫學院畢業生教育委員會（ECFMG）準備課程。
1976年1月，取得ECFMG認證，7月開始至次年6月於俄克拉何马大学健康科學中心實習。

## 個人生活
尊室念是佛教徒，法名心暉（Tâm Huy），已婚，有子女四人。:588精通越南語、法語和英語。
尊室念愛好唱歌，曾以唱歌唱得好而聞名。

## 榮譽
- 一等醫濟佩星[2]:589
- 一等社會佩星[2]:589
- 一等技術佩星[2]:589
- 一等彰美佩星[2]:589

## 外部鏈接
- Ton That Niem （页面存档备份，存于）